# Neon (Hu)
Neon è il singolo di debutto della cantante italiana Hu, pubblicato il 26 giugno 2020.

## Tracce
Testi e musiche di Federica Ferracuti.
1. Neon – 3:44